# Attilio Lombardo
Pour les articles homonymes, voir Lombardo.
Attilio Lombardo (né le 6 janvier 1966 à Santa Maria la Fossa, dans la province de Caserte en Campanie) est un footballeur international italien. Il jouait au poste de milieu droit.
Il est l'un des cinq seuls joueurs italiens (avec Giovanni Ferrari, Sergio Gori, Aldo Serena et Pietro Fanna) à avoir remporté le scudetto avec trois clubs différents. Il est entraîneur adjoint de l'Italie.

## Biographie
Formé à l'US Pergocrema, Attilio Lombardo (qui fut surnommé tout au long de sa carrière surnommé Popeye, Attila ou encore Lampadina) fait ses débuts en équipe première lors de la saison 1983-1984. Son club évolue à cette époque en Série C2 (4e niveau du foot italien) et finit à la onzième place du groupe B cette année-là. La saison suivante, Pergocrema obtient une belle quatrième place en championnat. Au cours de ces deux saisons, Attilio Lombardo dispute 38 matchs et inscrit neuf buts. Un bilan honorable pour ce jeune attaquant de 17-18 ans.
En 1985, il est repéré et recruté par l'US Cremonese tout juste reléguée de Serie A en Serie B. Attilio Lombardo va jouer pendant quatre saisons en Serie B avec le club au maillot rouge et gris. C'est au cours de ce passage à Crémone que Lombardo est repositionné au poste de milieu droit. Avec son club il manque de peu la montée en Série A au cours de la saison 1986-1987 en s'inclinant en barrage. C'est au cours de sa quatrième et dernière saison au club qu'il permet à la Cremonese de retrouver la Serie A. Quatrième ex æquo le club s'impose en effet lors d'un barrage face à la Reggina lors de cette saison 1988-1989.
Le 28 juin 1989 la Sampdoria est contraint de jouer sa finale retour de Coupe d'Italie contre Naples sur la pelouse de Crémone car le stade de Gênes est indisponible ce jour-là. La Sampdoria s'impose 4-0 et remporte la coupe. Le président Génois Paolo Mantovani en profite pour mener des négociations au sujet de Lombardo et le ramène avec lui dans ses valises. À 23 ans, Attilio Lombardo va donc découvrir la Serie A et la Coupe d'Europe.
Sur le côté droit du milieu de terrain Génois, Lombardo est chargé de pourvoir en bons ballons le célèbre duo d'attaquant Gianluca Vialli - Roberto Mancini. Son intégration est rapide et les résultats sont immédiats avec un premier trophée européen pour le club. C'est la Coupe des vainqueurs de coupe qui tombe dans l'escarcelle de la Sampdoria en 1990 face au RSC Anderlecht. En championnat la Samp finit cinquième à huit points du champion Naples.
La saison 1990-1991 est très importante dans l'histoire de la Sampdoria et dans la carrière d'Attilio Lombardo. Pour la première fois? le club est sacré champion d'Italie. Ce titre est remporté à l'issue d'un championnat remarquable de la Samp avec 20 victoires, 11 matchs nuls et seulement 3 défaites. Le club manque même de peu le doublé en perdant en finale de Coupe d'Italie face à l'AS Rome. Les bonnes performances individuelles de Lombardo sont récompensées par une première sélection en équipe d'Italie en fin d'année 1990. C'est lors d'un match qualificatif pour l'Euro 1992 à Chypre que cette première a lieu et Lombardo marque même un but.
La saison suivante, Lombardo et ses coéquipiers se hissent jusqu'en finale de Ligue des champions pour la première participation du club à cette épreuve. Ils s'inclinent face au FC Barcelone après prolongation à l'issue d'un match indécis (0-1 sur un but de Ronald Koeman). Par la suite, la Sampdoria et Attilio Lombardo maintiennent un bon niveau de performance qui leur vaut de remporter une Coupe d'Italie en 1994 ou encore de ne s'incliner qu'aux tirs au but en demi-finale de la Coupe des vainqueurs de coupe contre Arsenal en 1995. Des performances auxquelles Lombardo participe grandement à l'image des cinq buts inscrits lors de la victorieuse campagne de Coupe d'Italie 1994. Ce total fait de lui le meilleur buteur de la compétition cette saison-là.
En 1995, Attilio Lombardo rejoint avec deux de ses coéquipiers à Gênes (Pietro Vierchowod et Vladimir Jugovic), la Juventus. Le club vient tout juste d'être sacré champion d'Italie et va donc jouer la Ligue des champions. Pendant deux ans, Lombardo va connaître pas mal de blessures mais il enrichit son palmarès d'une Ligue des champions en 1996 et d'un titre de champion d'Italie en 1997.
À 31 ans, il choisit alors de tenter une aventure à l'étranger en signant en Angleterre, chez les promus de Crystal Palace. Attilio Lombardo commence très bien la saison et courant novembre le club occupe la 10e place de la Premier League. Malheureusement, il connaît à ce moment-là une importante blessure, et pendant son absence le club subit une sévère chute au classement. Quand il reprend la compétition en avril, le club est en effet à la dernière place du championnat. Son retour ne permet pas au club de se maintenir en Premier League. Attilio Lombardo assure au cours de cette saison la fonction d'entraineur-joueur intérimaire avec le Suédois Tomas Brolin, à la suite du départ de Steve Coppell en mars 1998. Malgré la relégation, il choisit de rester à Londres, mais une crise financière au club le contraint à partir en janvier 1999. Ce passage à Crystal Palace est court mais très apprécié par les supporters. Ils le nomment en effet dans le onze du siècle du club en 2005, alors qu'il n'a même pas joué 50 matchs. C'est dire l'estime dont il jouit à Crystal Palace.
En janvier 1999, il signe à la Lazio où il retrouve le Suédois Sven-Göran Eriksson, qui fut son entraîneur à la Sampdoria, et son ancien partenaire Roberto Mancini. Il n'est pas considéré comme un titulaire indiscutable à Rome mais joue régulièrement pendant un an et demi. Il remporte ainsi une deuxième Coupe des vainqueurs de coupe personnelle en 1999 et un nouveau titre de champion d'Italie en 2000. À partir de l'été 2000, il commence à jouer moins souvent et il décide de retourner à la Sampdoria lors du mercato d'hiver.
Cinq ans et demi après son départ de la Sampdoria, le club a bien changé. Lors de son départ en 1995, la Samp était l'un des ténors de la Serie A, avec de nombreux internationaux dans l'effectif, et participait régulièrement aux Coupes d'Europe. Attilio Lombardo va retrouver un club en Serie B et sans grande star. Son année et demi ne permet pas au club de retrouver la Serie A mais Lombardo finit honorablement sa carrière dans le club qui l'a révélé au plus haut niveau.
Après sa retraite de joueur, il s'essaye au métier d'entraîneur, mais sans grand succès. Lors de l'été 2010, il rejoint le staff de Manchester City. Il y retrouve son ancien coéquipier à Gênes et Rome, Roberto Mancini, qui en est l'entraîneur.

## Palmarès
- Italie
  - 18 sélections et 3 buts entre 1990 et 1997[3]

- Sampdoria Gênes
  - Champion d'Italie en 1991
  - Vainqueur de la Coupe d'Italie en 1994
  - Vainqueur de la Supercoupe d'Italie en 1991
  - Vainqueur de la Coupe des vainqueurs de coupe en 1990
  - Finaliste de la Ligue des champions en 1992
  - Finaliste de la Coupe d'Italie en 1991

- Juventus
  - Champion d'Italie en 1997
  - Vainqueur de la Supercoupe d'Italie en 1995
  - Vainqueur de la Ligue des champions en 1996
  - Vainqueur de la Coupe intercontinentale en 1996
  - Vainqueur de la Supercoupe d'Europe en 1996

- Lazio Rome
  - Champion d'Italie en 2000
  - Vainqueur de la Coupe d'Italie en 2000
  - Vainqueur de la Supercoupe d'Italie en 2000
  - Vainqueur de la Coupe des vainqueurs de coupe en 1999
  - Vainqueur de la Supercoupe d'Europe en 1999